# Anomalon cerdasi
Anomalon cerdasi är en stekelart som beskrevs av Ian D. Gauld och Bradshaw 1997. Anomalon cerdasi ingår i släktet Anomalon och familjen brokparasitsteklar. Inga underarter finns listade i Catalogue of Life.